# Fiona Janes
Fiona Janes   (Sydney, 28 de desembre de 1964) és una mezzosoprano i administradora artística australiana.
El 1988 va començar la seva carrera operística com a artista principal amb Opera Austràlia, la principal companyia d'òpera australiana, i en va dimitir el 2005, decebuda pel seu paper a l'organització. A més de treballar a Austràlia, també ha cantat al Regne Unit i altres països europeus, i des de 2010 és directora general i directora artística de la Fundació Joan Sutherland i Richard Bonynge. Ha guanyat diversos premis i ha realitzat nombrosos enregistraments, inclosos DVD per a Opera Austràlia.

## Joventut i formació
Educada a Killara High School i Pittwater High School, va estudiar ballet i violí abans de prendre classes de cant de manera privada als quinze anys amb Margaret Garrett i després  al Conservatori de Música de Sydney amb Valerie Collins-Varga.
El 1986 va ser guardonada amb el premi George Sautelle pel seu potencial excepcional, i va quedar segona en el 32è concurs Shell Aria a la Canberra School of Music. Aquell mateix any va guanyar el premi The Mathy del Concurs Australià de Cant (ASC, de l'anglès Australian Singing Competition). Al cap d'un any va aparèixer en un concert de ràdio amb l'Orquestra Simfònica de Sydney sota la direcció de David Agler, Gràcies a la seva victòria a l'ASC, va poder continuar estudis a Londres i Europa i, al seu retorn, va ser contractada per un "Australia Òpera", i va ser un dels vuit artistes escollits per interpretar els moments més destacats de l'òpera i l'opereta al Gran Saló a l'obertura del nou Parlament de Canberra. En aquell any va ser nomenada artista principal.
En els anys següents va interpretar Cherubino a Les noces de Figaro, repetida al Festival de Canberra, i Dorabella a Così fan tutte junt a Yvonne Kenny que interpretava el rol de a Fiordiligi.
Va guanyar un premi Green Room pel seu paper a Norma (2004) la seva última amb actuació amb Opera Australia; el 2005 Richard Hickox va ser nomenat director musical, i aparentment va posar a la llista negra a Janes i altres.
El gener de 2008, Janes i el baix-baríton Bruce Martin van deixar Opera Australia. Va escriure una carta a la junta, queixant-se que l'empresa havia caigut en un «mar de mediocritat», crítiques a les quals va fer ressò Martin, que va dir: «A la junta no li interessa el que ha de dir. Simplement volen que calli.» La carta va ser publicada pel Herald, donant lloc a cismes i acusacions que sota Gordon Fell la junta s'havia convertit en una camarilla social autosatisfeta. Martin, que va considerar que una gravació de Rusalka del segell Chandos sota la direcció de Hickox falsificava deliberadament la seva veu, va acusar la junta de nepotisme i amiguisme.
Hickox va morir d'un atac de cor a finals d'aquell any. Fell va ser substituït per Ziggy Switkowski i molts membres més antics de la junta es van retirar. Lyndon Terracini, un australià, va ser nomenat director artístic. Es van fer millores, però no suficients per a Janes. Els cantants experimentats eren passats per alt en preferència pels més joves que estaven satisfets amb una remuneració més baixa (però, al contrari, es lamentava del nombre de cantants joves amb talent que marxaven a l'estranger per buscar oportunitats).
Amb un horari de treball més lleuger, Janes passa més temps fent de mentor de cantants més joves. Va ser la coordinadora artística de la Joan Sutherland Society —ara Fundació Joan Sutherland i Richard Bonynge— de Sydney, i va actuar com a adjudicadora del concurs Herald Sun Aria.
Va treballar com a secretària d'Opera Australia des de 1984 fins a 1987. Va passar el 1987 a Londres, estudiant cant en privat amb Vida Harford i nombrosos professors de cant abans d'unir-se al Programa d'Artistes Joves d'Opera Australia el 1988. Va continuar els seus estudis vocals al llarg de la seva carrera treballant amb aquests, professors i entrenadors com Sena Jurinac, György Fischer, Ernest St John Metz, Rita Loving i David Harper.

## Carrera
Janes va fer el seu debut en el paper principal a Opera Australia com a acompanyant de Mercedes a Carmen als vint-i-quatre anys. El seu primer paper oficial va ser unes setmanes més tard com a Annio a La Clemenza di Tito de Mozart a la Sydney Opera House Concert Hall amb Sir Christopher Hogwood dirigint, també per a Opera Australia. Entre altres papers que va interpretar per a aquesta companyia inclouen, Adalgisa a Norma, Angelina i Tisbe a La Cenerentola, Donna Elvira i Zerlina a Don Giovanni, Mercedes a Carmen, Rosina a El barber de Sevilla, Sesto a Giulio Cesare, Isabella a L'italiana in Algeri, Compositor a Ariadne auf Naxos, Dorabella a Cosi fan tutte, Cherubino a Le nozze di Figaro, Annio i Sesto a La Clemenza di Tito, Lola a Cavalleria Rusticana, Mistress Quickly a Falstaff, Lake Lost amb Baz Luhrmann, Whitsunday amb Neil Armfeld i els papers de Javotte a Manon , Kate Pinkerton a Madama Butterfly i Tessa a The Gondoliers. També ha aparegut com a solista a la Gala Bellini d'Opera Australia i a la Gala de Cap d'Any amb Simone Young, A Gala de Cap d'Any amb Richard Bonynge i la Gala del 50è aniversari el 2006.
El 1992 es va traslladar a Londres per seguir una carrera internacional a Europa tornant sovint a Austràlia actuant amb les principals companyies d'òpera i orquestres.
Altres actuacions han inclòs: Siebel a Faust per a "Victoria State Opera" i "Opera Queensland", Nero a Agrippina al "Buxton Festival", Regne Unit, Rosina per a De Nationale Opera d'Amsterdam, English National Opera i "Welsh National Opera" de Cardiff, segona dama a La flauta màgica i Meg a Falstaff per English National Opera, Sesto a La Clemenza di Tito per al Festival de Glyndebourne, Bertarido a Rodelinda amb Joan Sutherland i "Richard Bonynge Foundation", Adalgisa a Norma per a "West Australian Opera", Idamante a Idomeneo per a Flanders Philhammonic a Anvers, Margherite a Damnation of Faust per a Royal Scottish National Orchestra i Lyric Opera of Queensland, Ascanio a Les troianes per a London Symphony Orchestra amb Sir Colin Davis, Angelina a la "Semperoper Dresden" i "Opera New Zealand" i Scitalce a la Semiramide riconosciuta de Giacomo Meyerbeer per al Rossini Festival a Alemanya amb Richard Bonynge. També ha treballat per a la Royal Opera House Covent Garden a La Cenerentola i El barber de Sevilla, i a l'"Scottish Opera" a Les noces de Figaro.
Janes ha cantat en concert amb l'Orquestra Simfònica de Sydney, l'Orquestra Simfònica de Melbourne, l'Orquestra de Cambra d'Austràlia, la Simfònica d'Adelaide, la Simfònica d'Austràlia Occidental, la Simfònica de Tasmània, la Simfònica de Queensland, els Cors de la Filharmònica de Sydney, la Royal Scottish National Orchestra, l'Orquestra Simfònica de Londres, la Londres, Flandes, Bournemouth i Nottingham Philharmonic Orchestra, l'Orquestra Nacional d'Espanya a Madrid, New Zealand Symphony, Opera North, Melbourne Chamber Orchestra, Huntington Estate i al Festival d'Edimburg amb Sir Charles Mackerras. El seu repertori de concerts inclou: Rèquiem de Verdi, Somni de Gerontius, Simfonia núm. 2 de Mahler, Simfonia núm. 9 de Beethoven, Missa solemnis en do major i Rèquiem de Mozart, Stabat Mater de Rossini, Passió segons sant Mateu de Bach, Missa núm. 5 en la bemoll de Schubert i Missa de la Coronació de Mozart, de Händel, L'Allegro, il Penseroso ed il Moderato i El Messies, d'Hector Berlioz, Romeo et Juliette i Pulcinella d'Ígor Stravinski. El 2004, va ser convidada a actuar a l'"Australia House" de Londres per al "Tate Memorial Trust", dirigit per Richard Bonynge en presència de S.A.R. el Príncep de Gal·les i la duquessa de Cornwell. Al llarg de la seva carrera artística ha actuat en concerts per a nombroses organitzacions benèfiques, com ara Opera Australia, Aids research, Deaf & Blind Charity i Children's Hospital, Joan Sutherland & Richard Bonynge Foundation, Tait Memorial Trust a Londres.

## Fundació Joan Sutherland & Richard Bonynge
Fiona Janes és la directora artística, directora general i directora fundadora de la Fundació Joan Sutherland i Richard Bonynge, una organització sense ànim de lucre amb seu a Sydney que ofereix beques per a joves cantants. Va crear el premi Joan Sutherland & Richard Bonynge Bel Canto el 2011, un dels concursos de cant operístic més importants d'Austràlia.
L'any 2012, la soprano sud-africana Elizabeth Connell li va demanar, abans de la seva mort, que creés una beca al seu nom i que fos un síndic fundador de l'Elizabeth Connell Scholarship Trust. El 2014 Janes va crear el Concurs Internaciona Elizabeth Connell de Cant per a Sopranos Dramàtiques, que es va presentar sota el paraigua de la Joan Sutherland & Richard Bonynge Foundation.
Imparteix classes magistrals per a joves cantants emergents i ha estat membre dels jurats dels principals concursos de cant d'Austràlia. És la jutge principal del Premi Joan Sutherland i Richard Bonynge Bel Canto i del Premi Elizabeth Connell.
El 2020 va escriure la Introducció i va coproduir el llibre de Richard Bonynge Chalet Monet: Inside the Home of Joan Sutherland & Richard Bonynge, publicat per Melbourne Books.

## Càrrecs
- 1988–2007 Artista principal amb Opera Australia
- 1992–2014 Cantant principal d'òpera independent
- 2010 Directora fundadora de la Fundació Joan Sutherland & Richard Bonynge
- 2010–present, directora general i directora artística de la Fundació Joan Sutherland i Richard Bonynge
- 2012 Patrona fundadora de la beca Elizabeth Connell
- 2012 fins a l'actualitat, Directora General i Directora Artística del Premi Elizabeth Connell

Membre del Consell de Mecenes de l'Òpera del Pacífic

## Premis
- 1983 Beca Joan Sutherland Society – Sydney Eisteddfod
- 1986 Concurs de cant australià Premi Marianne Mathy
- 1991 Beca Remy Martin - Opera Australia
- 1995 Premi de l'Òpera Estatal de Viena - Opera Foundation Australia i Bull Fellowship.
- Guanyadora del Victorian Green Room Award 1997 i nominació al premi MO per a Angelina el paper principal a La Cenerentola – Opera Australia
- 1998 Nominació al Victorian Green Room Award per Rosina a Il barbiere di Siviglia – Opera Australia
- Guanyador del Victorian Green Room Award 2004 i nominació al Premi Helpmann per Adalgisa a Norma – Opera Australia

## Enregistraments
- Rodelinda de G. F. Händel – Bertarido, dirigida per Richard Bonynge (ABC Classics CD)
- Lurline de William Vincent Wallace – Ghiva, dirigida per Richard Bonynge (Naxos CD)
- Semiramide riconosciuta de Meyerbeer – Scitalce, dirigida Richard Bonynge (Naxos CD)
- Così fan tutte de Mozart – Dorabella (Opera Australia DVD)
- Don Giovanni by Mozart – Zerlina (Opera Australia DVD)
- Rèquiem – mezzo-soprano solista (Royal Melbourne Philharmonic CD)
- Simfonia núm. 9 – mezzo-soprano sòlits, dirigida per Sir Charles Mackerras (Signum Classics)
- Parisina de Donizetti – solista (Opera Rara CD)
- Pulcinella d'Stravinsky – solista (Naxos CD)
- Concert de la gala del 50è Aniversari d'Opera Australia – solista (Opera Australia DVD)
- ABC/Opera Australia Mozart Bicentennial – solista (Opera Australia/ABC CD)